# Vlag van Amsterdam
De vlag van Amsterdam bestaat uit drie horizontale banen in de kleurencombinatie rood-zwart-rood met in de zwarte baan drie witte Andreaskruisen. De vlag is in feite een banier van het wapen van Amsterdam. Amsterdam nam de vlag officieel aan op 5 februari 1975. De vlag heeft een hoogte-breedteverhouding van 2:3.

## Symboliek
De betekenis van de kruizen is onbekend, maar historici gaan ervan uit dat het afgeleid is van het wapen van de familie Persijn (heer Jan Persijn is genoemd als stichter van "die plaatse" de huidige Dam). Andere bezittingen van deze familie, Amstelveen en Ouder-Amstel (Duivendrecht en Ouderkerk aan de Amstel) voeren vergelijkbare wapens afgeleid van het familiewapen.
Ook wordt wel gemeld dat de kruisen staan voor de drie plagen die Amsterdam getroffen hebben: het water, het vuur en de pest. De drie kruisen vindt men terug op allerlei gebouwen, in vele logo's en ook op de Amsterdammertjes. Een andere theorie is dat de drie kruisen staan voor drie doorwaadbare plaatsen in de Amstel.

## Geschiedenis
Voordat de huidige vlag werd aangenomen, werd (zij het niet-officieel) een vlag gebruikt die het stadswapen in het midden van een rood-wit-zwarte horizontale driekleur toonde. Een dergelijk ontwerp was al in de 17e eeuw in gebruik, maar in de Amsterdamse geschiedenis werden ook andere ontwerpen in de kleuren rood, zwart en wit gebruikt. Soms werden de drie Andreaskruisen in de witte baan van het rood-wit-blauw geplaatst. De Amsterdamse vlag komt veel voor in het straatbeeld van Amsterdam. De Amsterdamse voetbalclub AFC Ajax gebruikt de Amsterdamse vlag als aanvoerdersband.

## Februaristakingvlag

Februaristakingvlag
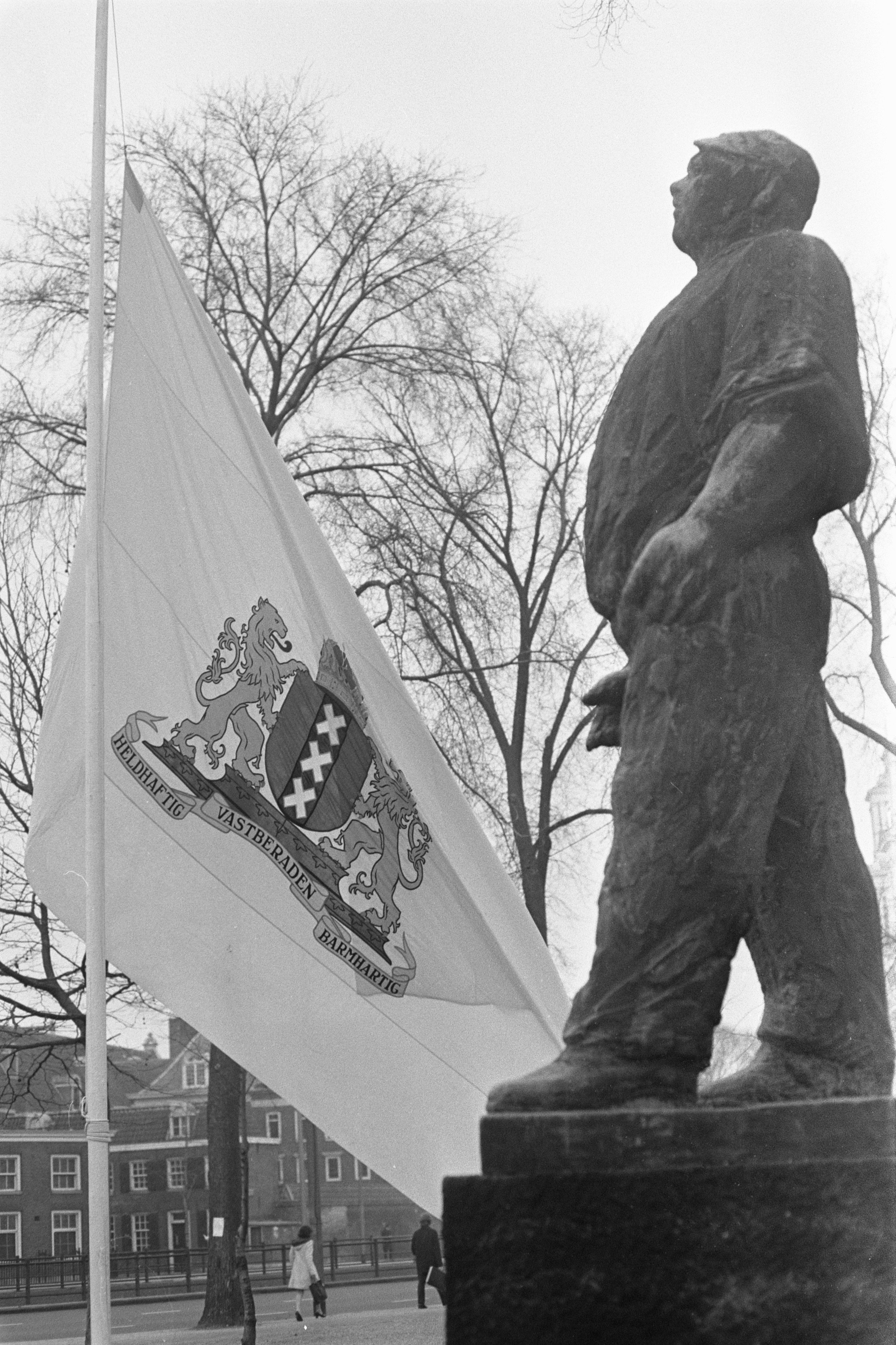
Herdenking Februaristaking met de vlag halfstok bij de Dokwerker

De Februaristakingvlag werd op 17 december 1947 door koningin Wilhelmina toegekend aan de stad. Het was een blijk van waardering voor het massale verzet van de Amsterdammers tegen de Jodenvervolging, zoals dat tot uiting was gekomen bij de Februaristaking in 1941. De vlag is een belangrijk symbool bij de jaarlijkse herdenking van de staking. De vlag werd ontworpen door Pam Rueter en gemaakt door leerlingen van de Industrieschool voor Vrouwelijke Jeugd. Vanwege slijtage werd er later een kopie van gemaakt. De originele vlag kwam in de jaren 70 terecht in een depot van het Amsterdams Historisch Museum waar ze in 2008 werd teruggevonden. Dit dundoek is vervolgens geconserveerd ter verdere bewaring.
De vlag bestaat uit een variant van het stadswapen op een witte achtergrond en verwijst naar de moed van de stad tijdens de Tweede Wereldoorlog. De verzetsvlag wordt bij herdenkingen gehesen.

## Historische vlaggen

vroege variant
16e eeuw
17e eeuw tot 1975
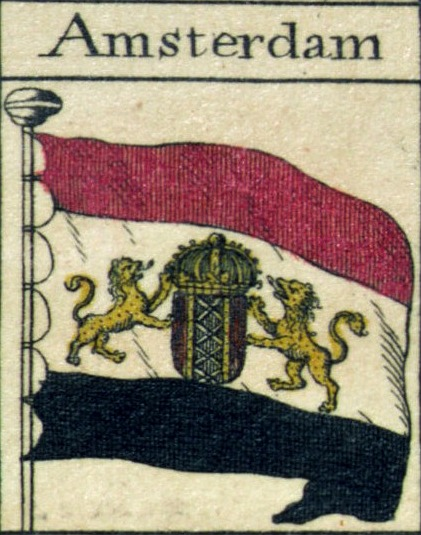
Vlag van Amsterdam, zoals deze in 1783 op een vlaggenkaart getekend werd

## Stadsdelen

Amsterdam-Centrum
Amsterdam-Noord
Amsterdam-Oost
Amsterdam-West
Weesp: Vlag
Westpoort
Amsterdam Nieuw-West
Amsterdam-Zuid
Amsterdam-Zuidoost

### Voormalige stadsdelen

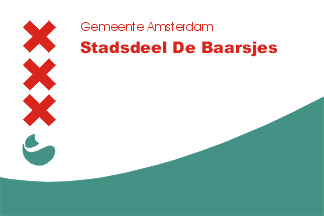
De Baarsjes
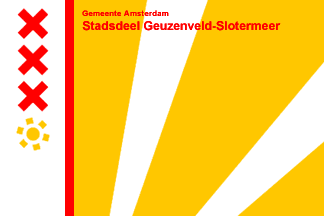
Geuzenveld-Slotermeer
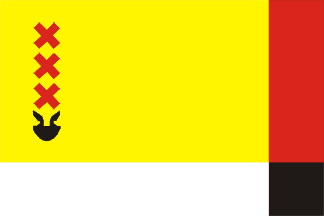
Osdorp
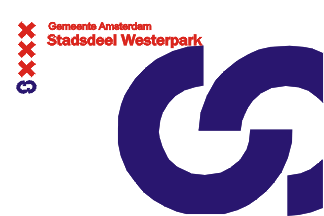
Westerpark
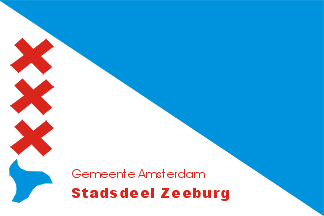
Zeeburg

Aalsmeer · Alkmaar · Amstelveen · Amsterdam · Bergen · Beverwijk · Blaricum · Bloemendaal · Castricum · Den Helder · Diemen · Dijk en Waard · Drechterland · Edam-Volendam · Enkhuizen · Gooise Meren · Haarlem · Haarlemmermeer · Heemskerk · Heemstede · Heiloo · Hilversum · Hollands Kroon · Hoorn · Huizen · Koggenland · Landsmeer · Laren · Medemblik · Oostzaan · Opmeer · Ouder-Amstel · Purmerend · Schagen · Stede Broec · Texel · Uitgeest · Uithoorn · Velsen · Waterland · Wijdemeren · Wormerland · Zaanstad · Zandvoort